# Posey G. Lester
Posey Green Lester, född 12 mars 1850 i Floyd County i Virginia, död 9 februari 1929 i Roanoke i Virginia, var en amerikansk predikant (primitiv baptist) och politiker (demokrat). Han var ledamot av USA:s representanthus 1889–1893.
Lester efterträdde 1889 John R. Brown som kongressledamot och efterträddes 1893 av Claude A. Swanson. Lesters grav är på begravningsplatsen Evergreen Burial Park i Roanoke i Virginia.